# Josefa Pla Marco
Josefa Pla Marco (1830, Valencie – 1870) byla španělská fotografka. Je vedle Amalie López Cabrery známá jako jedna z prvních průkopnických profesionálních fotografek ve Španělsku. V roce 1850 se provdala za fotografa Vicenta Bernada Velu z Valencie a po jeho smrti spravovala jeho ateliér.